# Amphoe Ra-ngae
Amphoe Ra-ngae (thailändisch อำเภอระแงะ) ist ein Landkreis (Amphoe – Verwaltungs-Distrikt) der Provinz Narathiwat. Die Provinz Narathiwat liegt im Südosten der Südregion von Thailand an der Landesgrenze nach Malaysia.

## Geographie
Alle benachbarten Landkreise liegen in der Provinz Narathiwat, dies sind (von Norden im Uhrzeigersinn): die Amphoe Yi-ngo, Mueang Narathiwat, Cho-airong, Su-ngai Padi, Sukhirin, Chanae, Si Sakhon und Rueso.
Teile des Nationalparks Namtok Sipo (อุทยานแห่งชาติน้ำตกซีโป Utthayan Haengchat Namtok Sipo) liegen in Ra-ngae.

## Geschichte
Die Stadt (Mueang) Ra-ngae wurde während der Regierungszeit von König Puttha Yodfa Chulalok (Rama I.) durch den Vize-König (Uparat) Maha Sura Singhanat vom damaligen Königreich Pattani abgetrennt. Der Posten des Gouverneurs war mit dem Titel Phraya Ra-ngae verbunden. Die Verwaltung lag zunächst im nahegelegenen Staat Kelantan (heute Malaysia), sie wurde später ins Tambon Tanyong Mat verlegt. Als König Chulalongkorn (Rama V.) 1906 Monthon Pattani einrichtete, wurde Mueang Ra-ngae eine der Satellitenstädte des Monthon.

## Ausbildung
Im Amphoe Ra-ngae befindet sich eine Außenstelle der Princess of Naradhiwas-Universität.

## Verwaltung

### Provinzverwaltung
Amphoe Ra-ngae ist in sieben Unterbezirke (Tambon) eingeteilt, welche weiter in 60 Dorfgemeinschaften (Muban) unterteilt sind.
| Nr. | Name         | Thai     | Muban | Einw.  |
| --- | ------------ | -------- | ----- | ------ |
| 1.  | Tanyong Mat  | ตันหยงมัส  | 12    | 20.080 |
| 2.  | Tanyong Limo | ตันหยงลิมอ | 08    | 07.569 |
| 6.  | Bo-ngo       | บองอ     | 10    | 14.652 |
| 7.  | Kalisa       | กาลิซา    | 06    | 13.606 |
| 8.  | Ba-ngo Sato  | บาโงสะโต | 08    | 10.034 |
| 9.  | Chaloem      | เฉลิม     | 07    | 10.343 |
| 10. | Marue Botok  | มะรือโบตก | 09    | 12.429 |

Hinweis: Die fehlenden Geocodes gehören zu den Tambon, aus denen heute Cho-airong besteht.

### Lokalverwaltung
Es gibt zwei Kleinstädte (Thesaban Tambon) im Landkreis:
- Tanyong Mat (เทศบาลตำบลตันหยงมัส) besteht aus Teilen des Tambon Tanyong Mat,
- Marue Botok (เทศบาลตำบลมะรือโบตก) besteht aus Teilen des Tambon Marue Botok.

Außerdem gibt es sieben „Tambon-Verwaltungsorganisationen“ (TAO, องค์การบริหารส่วนตำบล) für die Tambon oder die Teile von Tambon im Landkreis, die zu keiner Stadt gehören.